# امایچا دل وال
امایچا دل وال (به اسپانیایی: Amaicha del Valle) یک منطقهٔ مسکونی در آرژانتین است که در Tafí del Valle Department واقع شده‌است.

## خصوصیات
امایچا دل وال ۳٬۲۱۴ نفر جمعیت دارد.